# ウォーレン・ストリート駅
ウォーレン・ストリート駅 (ウォーレン・ストリートえき、英語: Warren Street station) は、ロンドン地下鉄の駅。ノーザン線のチャリング・クロスへ向かう支線にある。運賃区分はゾーン1。
1907年7月22日、ユーストン&ハイゲイト鉄道の駅として開業。このときの名称は「ユーストン・ロード駅」であり、今もプラットフォームのタイルにこの名前が残っている。1968年12月1日にビクトリア線のプラットフォームが開業。この時エスカレーターが整備され、名称が現在のウォーレン・ストリート駅に変わる。
この駅の地上階には2つの入出口があり、切符売場がある。そこから
3機のエスカレーターで降りて、ノーザン線かヴィクトリア線のエスカレーターを選択して降りる。どちらもそこからは2機のエスカレーターだがノーザン線はやや深く、さらにプラットフォームへの階段がある。
ロンドンの地下鉄は左側走行であるがウォーレン・ストリート駅からキングス・クロス・セント・パンクラス駅までは主に右側走行となっており、プラットフォームには右側走行で列車が進入する。
地上からエスカレーターを3つ降りた階や、ヴィクトリア線のプラットフォームにはヴィクトリア線建設の使用した立坑が見える場所がある。　
駅にエスカレーターが設置される以前はエレベーターがあった。ノーザン線のエスカレーターを降りきったところには立入禁止の通路があり、そこに以前エレベーターがあった。初めに載るエスカレーターはエレベーターがあったところを通しているためエレベーターの面影は無い。

## 隣の駅
ロンドン交通局
ロンドン地下鉄
■ヴィクトリア線
オックスフォード・サーカス駅 - ウォーレン・ストリート駅 - ユーストン駅
■ノーザン線
グージ・ストリート駅 - ウォーレン・ストリート駅 - ユーストン駅

## ギャラリー

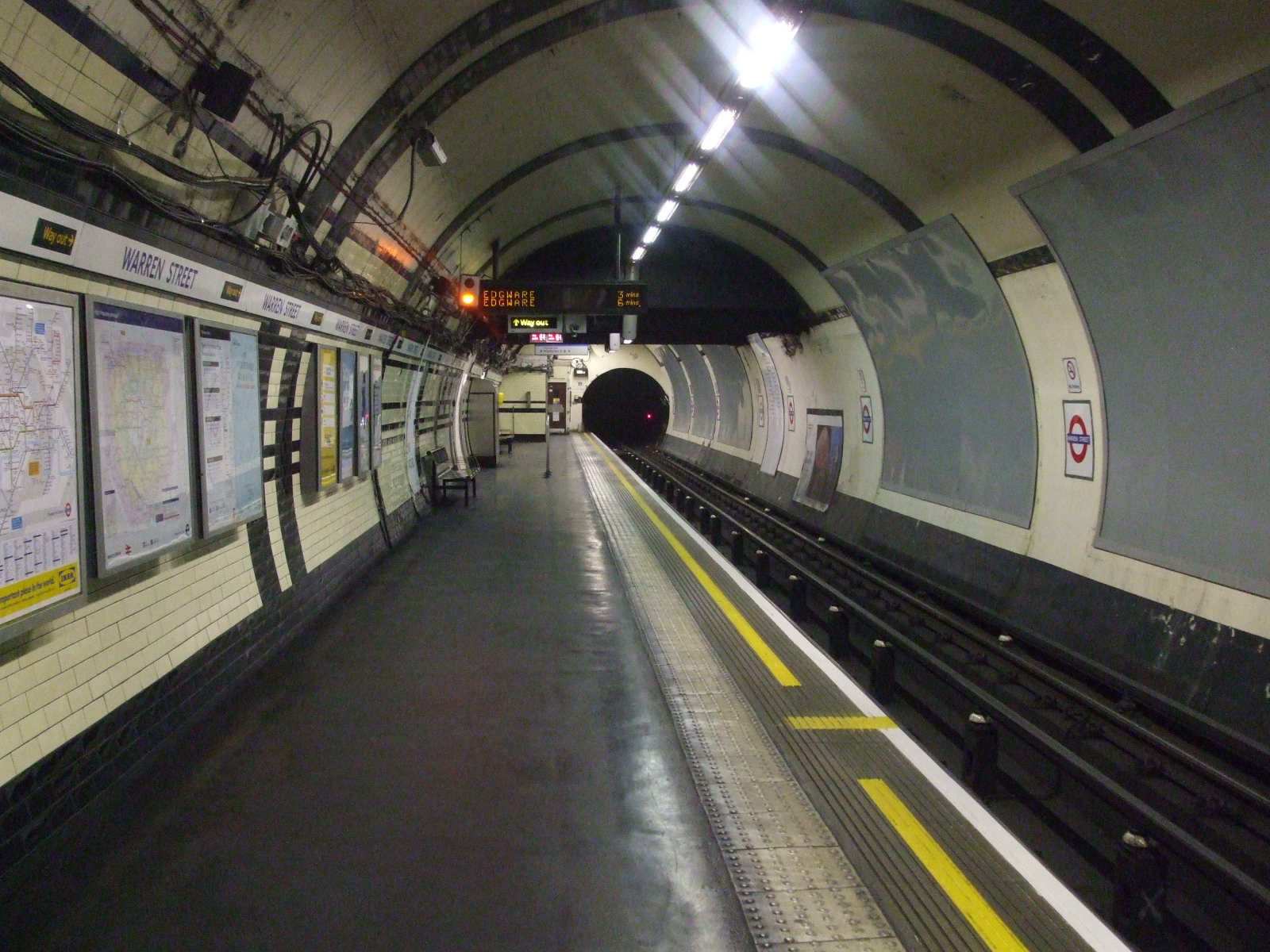
北方面のノーザン線ホームを南から見る(2008年7月)
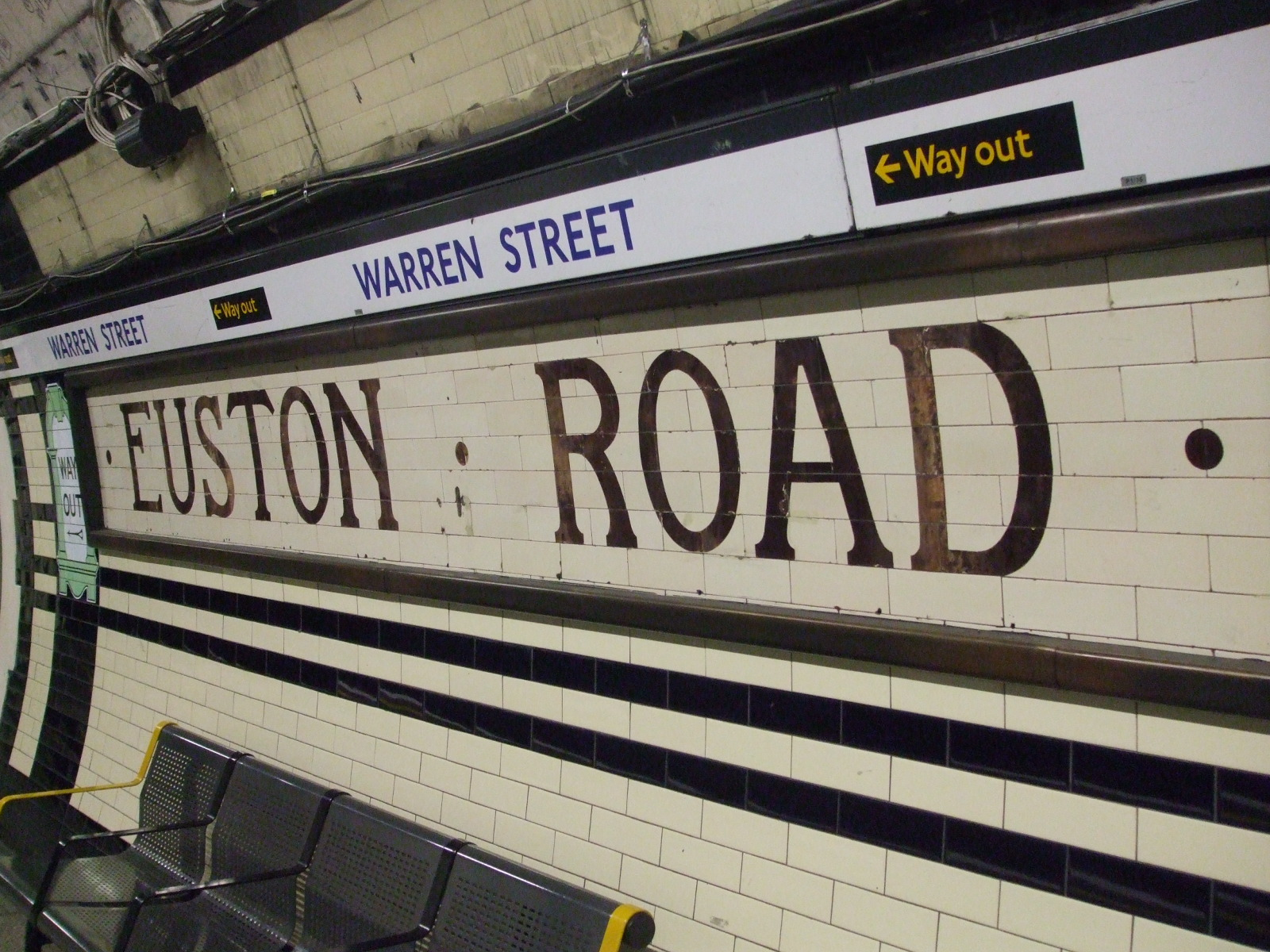
Tiling on Northern line southbound platform, revealing the former station name, Euston Road
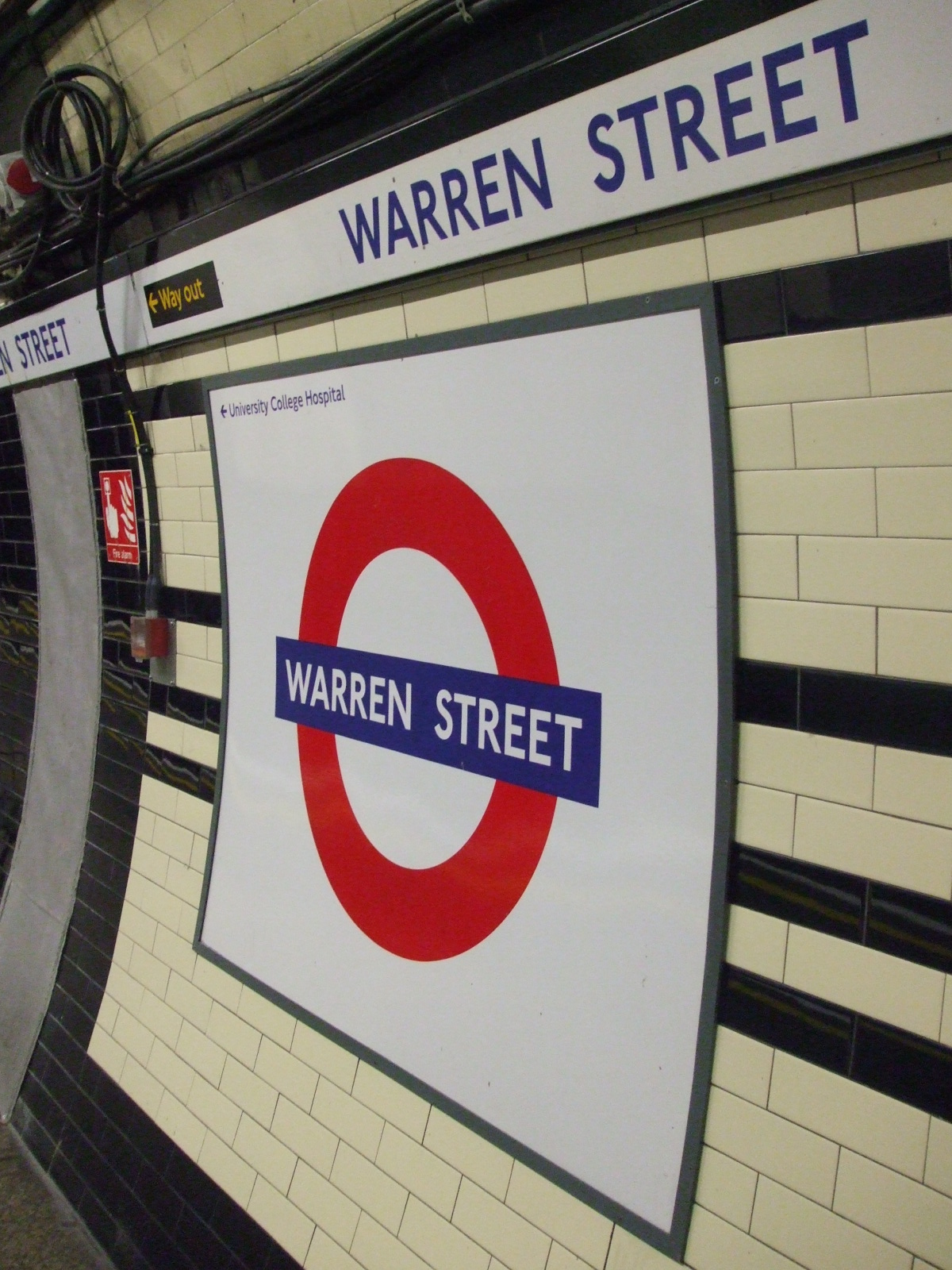
ノーザン線ホームにあるマーク
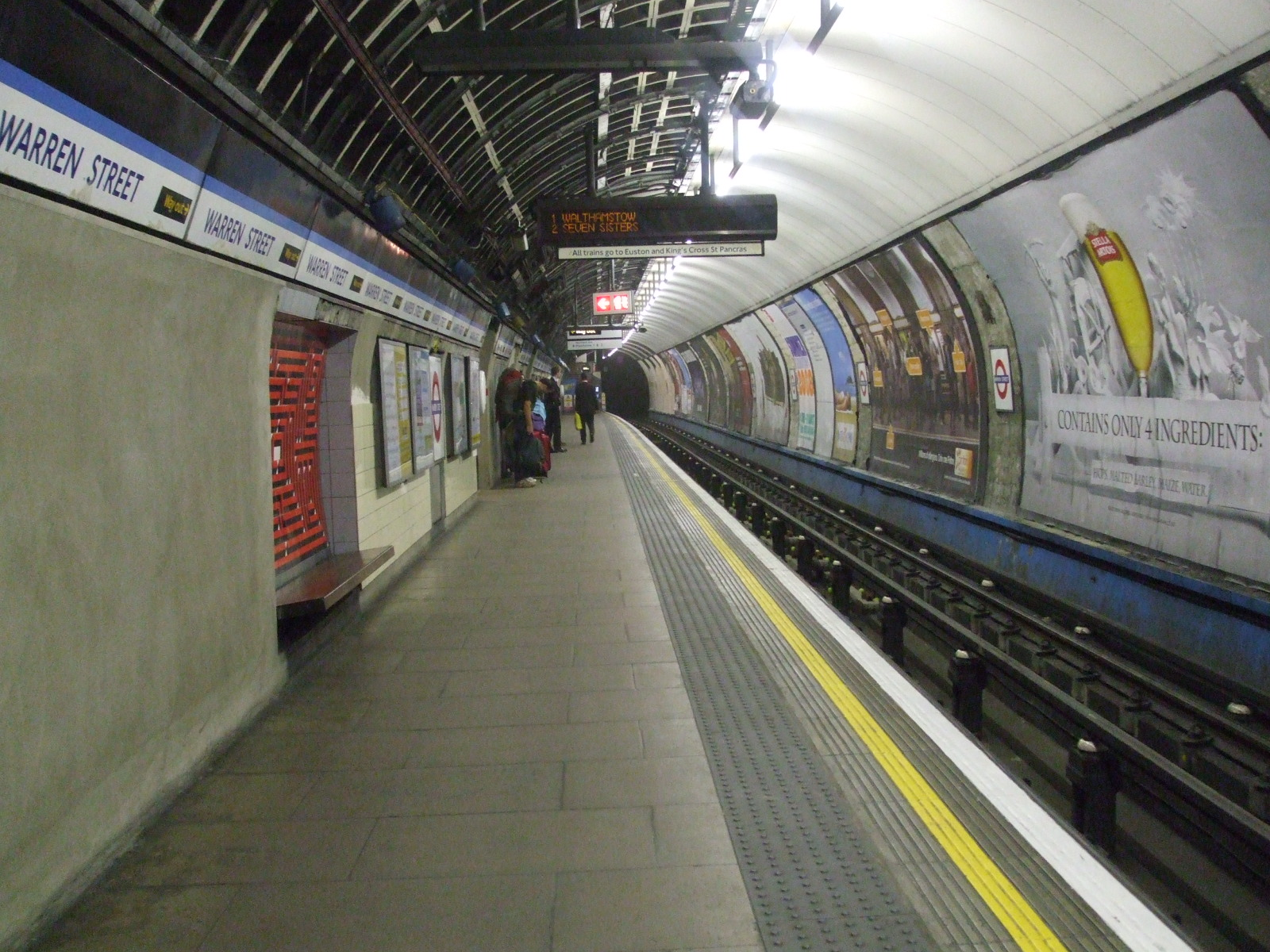
北方面のヴィクトリア線ホームを南から見る(2008年7月)
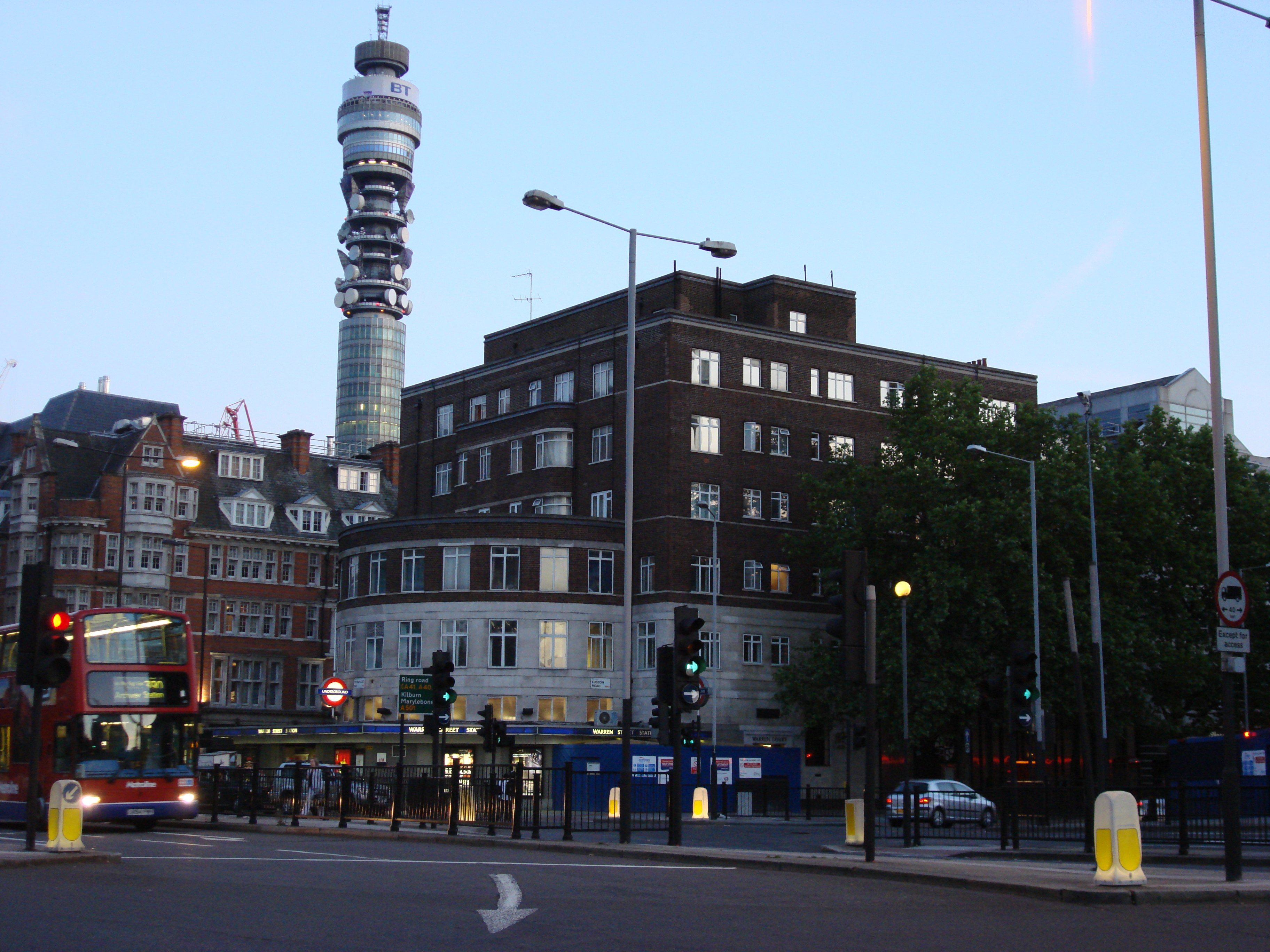
Warren Street station viewed from the north-east across Euston Road
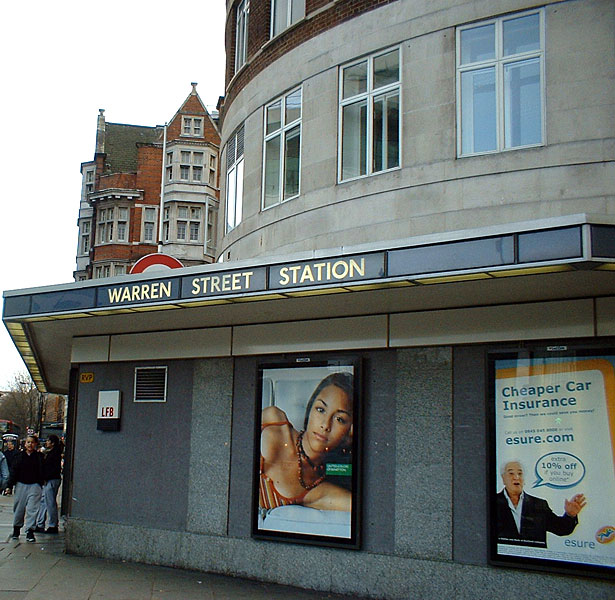
ウォーレン・ストリート駅